# José María Marcelo
José María Marcelo Serrano (f. 1981) fue un periodista español.

## Biografía
A temprana edad ingresó en la plantilla del diario Mediterráneo de Castellón, realizando posteriormente estudios en la Escuela Oficial de Periodismo de Madrid. En 1951 entró a trabajar como redactor del diario castellonense, del cual sería director entre 1976 y 1980. También fue corresponsal de la agencia EFE durante veinte años. Fue cesado en 1980, pasando a dirigir el Diario Español de Tarragona. Falleció en 1981, víctima de un infarto.